# رضاعة

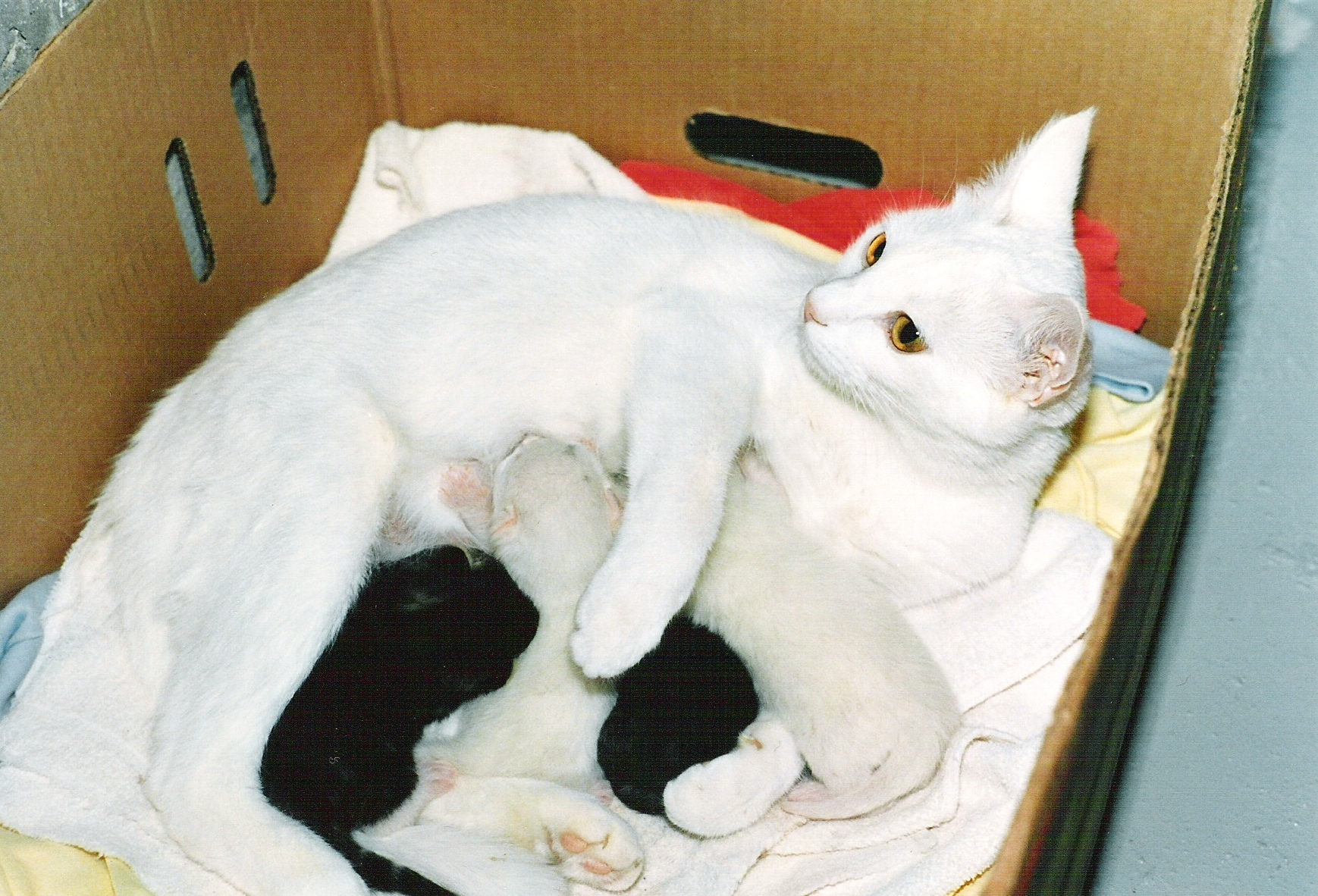
قطة ترضع صغارها

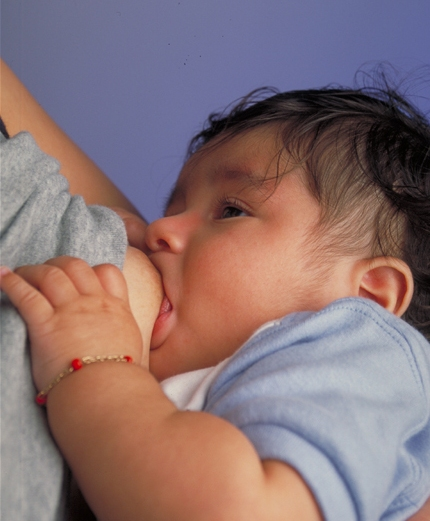
الرضاعة هي إحدى وظائف الثدي

الإلبان أو الدَرّ أو الإِرْضَاع أو الرضاعة[بحاجة لمصدر] هي عملية إفراز الحليب من الغدد الثديية في فم الرضيع والمدة التي تُرضّع فيها الأم لتغذية صغارها تُسمَّى مدة الدرّ. وهي عملية تحدث في جميع إناث الثدييات وتسمى عند البشر بعملية الرضاعة الطبيعية.
وتكوين اللبن هو الحفاظ على إنتاج الحليب. وهذه المرحلة تتطلب البرولاكتين والأوكسيتوسين.

## الرضاعة الطبيعية
أهميه الرضاعة الطبيعية للطفل :
1. السعادة والاطمئنان
2. الوقاية من الأمراض
3. التغذية الكاملة المتوازنه
4. المناعة الطبيعية
5. النمو العقلي

الفوائد الصحية التي يجنيها الرضع من الرضاعة الطبيعية:
1- يوفّر للرضّع جميع العناصر المغذية التي يحتاجونها للنماء بطريقة صحية.
2- يحتوي على أضداد تساعد على حماية الرضّع من أمراض الطفولة الشائعة- مثل الإسهال والالتهاب الرئوي .
3- يساعد على ضمان الغذاء المناسب للرضّع.
4- تقلل من احتمالية إصابتهم لفرط ضغط الدم وارتفاع نسبة الكولسترول في الدم في كثير من الأحيان .
5- تقل معدلات تعرضهم لمرض السكري وفرط الوزن والسمنة.
6- تحقيق نتائج أفضل في اختبارات جسّ الذكاء.
الرضاعة الطبيعية ليست مهمة للطفل فقط، بل مفيدة للأم أيضاً، ومن فوائدها:
1. توفير السعادة للأم: فهي تشبع غريزة وعاطفة الأمومة لديها.
2. تكسب الأم راحة ووقتاً وجهداً أقل: فلا تحتاج لإعداد الرضعة الاصطناعية.
3. تعجل في عودة أجهزة جسمها إلى الحالة الطبيعية فيما قبل الحمل: خاصة الرحم وملحقاته، وذلك بتأثير إفراز هرمون أوكسيتوسين، الذي يزداد إفرازه بتأثير مص الطفل لثدي أمه عند الرضاع.
4. تقليل نسبة الإصابة بحالات نزف بعد الولادة: وبالتالي تحمي الأم من مرض فقر الدم ومضاعفاته.
5. مانع حمل طبيعي: لأن هرمون (البرولاكين) يزداد إفرازه أثناء رضاع الطفل من أمه حيث يؤدي إلى إيقاف الدورة الشهرية لفترة محددة قد تستمر طوال مدة الإرضاع.
6. التقليل من نسبة الإصابة بسرطان الثدي والمبيض.
7. تقليل خطورة إصابة الأمهات بأنيميا نقص الحديد ووهن العظام: وسهولة انكسار عظام الحوض.

### مدة الرضاعة في الإسلام
يقول تعالى: ﴿وَالْوَالِدَاتُ يُرْضِعْنَ أَوْلَادَهُنَّ حَوْلَيْنِ كَامِلَيْنِ لِمَنْ أَرَادَ أَنْ يُتِمَّ الرَّضَاعَةَ وَعَلَى الْمَوْلُودِ لَهُ رِزْقُهُنَّ وَكِسْوَتُهُنَّ بِالْمَعْرُوفِ لَا تُكَلَّفُ نَفْسٌ إِلَّا وُسْعَهَا لَا تُضَارَّ وَالِدَةٌ بِوَلَدِهَا وَلَا مَوْلُودٌ لَهُ بِوَلَدِهِ وَعَلَى الْوَارِثِ مِثْلُ ذَلِكَ فَإِنْ أَرَادَا فِصَالًا عَنْ تَرَاضٍ مِنْهُمَا وَتَشَاوُرٍ فَلَا جُنَاحَ عَلَيْهِمَا وَإِنْ أَرَدْتُمْ أَنْ تَسْتَرْضِعُوا أَوْلَادَكُمْ فَلَا جُنَاحَ عَلَيْكُمْ إِذَا سَلَّمْتُمْ مَا آتَيْتُمْ بِالْمَعْرُوفِ وَاتَّقُوا اللَّهَ وَاعْلَمُوا أَنَّ اللَّهَ بِمَا تَعْمَلُونَ بَصِيرٌ ۝٢٣٣﴾ [البقرة:233].

## التأثيرات الهرمونية
يتم إفراز الحليب نتيجة انسحاب هرمون البروجستيرون بعد الولادة والذي ينتج عنه التأثير المحفز لهرمون
البرولاكتين فعند امتصاص الرضيع لحلمة الثدي ترسل إشارات عصبية إلى المخ ( الفص الأمامي من الغدة النخامية
) فتقوم الغدة النخامية بإفراز هرمون البرولاكتين الذي يصل مع الدم إلى ثدي الأم ويساعد على إنتاج الحليب في
القنوات اللبنية .
آما أن الغدة النخامية تفرز هرمونات أخرى مثل الاآسيتوسين والفازوبروسين آمحفزات لإفراز الحليب من الغدد
اللبنية إلى القنوات لكي تكون في متناول الطفل .

## الرضاعة بدون حمل والمفتعلة
اسباب افراز الحليب من ثدي المراة بدون حمل يرجع إلى زيادة في هرمون البرولاكتين، أو ما يسمى باللغة العربية هرمون الحليب. وهو هرمون يفرز من الغدة النخامية الموجودة تحت الدماغ .

## وصلات خارجية
- How mammals lost their egg yolks—Did mammals develop nutritional milk before or after they abandoned yolky eggs? (New Scientist, 18 March 2008)